# Matão
Matão là một đô thị ở bang São Paulo của Brasil. Đô thị này nằm độ cao 585 m trên mực nước biển. Dân số năm 2007 là 74.407 người.

## Thông tin nhân khẩu
Dữ liệu dân số theo điều tra dân số năm 2000
Tổng dân số: 71.753
- Dân số thành thị: 69.168
- Dân số nông thôn: 2.585
- Nam giới: 35.878
- Nữ giới: 35.875

Mật độ dân số (người/km²):
Tỷ lệ tử vong trẻ sơ sinh dưới 1 tuổi (trên một triệu người):
Tuổi thọ bình quân (tuổi):
Tỷ lệ sinh (số trẻ trên mỗi bà mẹ):
Tỷ lệ biết đọc biết viết:
Chỉ số phát triển con người (HDI-M): 
- Chỉ số phát triển con người - Thu nhập:
- Chỉ số phát triển con người - Tuổi thọ:
- Chỉ số phát triển con người - Giáo dục:

(Nguồn: IPEADATA)

### Các xa lộ
- SP-310 - Rodovia Washington Luís
- SP-326 - Rodovia Brigadeiro Faria Lima